# Grigori Wiktorowitsch Anikejew

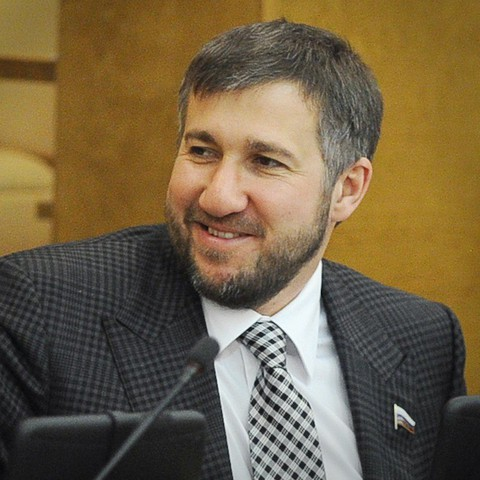
Grigori Wiktorowitsch Anikejew

Grigori Wiktorowitsch Anikejew (russisch Григо́рий Ви́кторович Анике́ев; * 28. Februar 1972 im Dorf Dutowo, Autonome Sozialistische Sowjetrepublik der Komi, RSFS, UdSSR) ist ein russischer Politiker und Abgeordneter der Staatsduma von der Fraktion Einiges Russland.

## Biographie
Anikejew absolvierte 1994 die Staatliche Universität Wladimir. Bis Ende der 1990er Jahre war er in einer Reihe kommerzieller Unternehmen tätig, ehe er begann, seine eigenen Geschäftsideen umzusetzen. Zu dieser Zeit war Anikejew Gründer und Inhaber der umsatzstärksten Konzerne in der Oblast Wladimir.
Von 2005 bis 2007 fungierte Anikejew als Generaldirektor der geschlossenen Aktiengesellschaft ABI Grupp (АБИ ГРУПП).
Bei den Parlamentswahlen 2007 wurde er in die Duma der fünften Einberufung gewählt und wiederholte diesen Erfolg 2011. Im Wahlkreis Susdal wurde er 2016 und 2021 erneut gewählt. In der Duma saß er zunächst im Ausschuss für Arbeit und Sozialpolitik. Ab 2016 ist er im Ausschuss für Eigentumsrechte vertreten.

## Vermögen
Der Name von Anikejew wird in der Forbes-Liste der reichsten Menschen der Welt aufgeführt. In der Kategorie „Macht und Geld“, wonach hohe Staatsbeamte, Abgeordnete, Gouverneure etc. auf Grundlage der Größe ihrer Jahreseinkommen kategorisiert werden, beliefen sich die Einkünfte von Anikejew (diese hatte er vor den Wahlen 2011 dem Unterhaus des Parlaments vorgelegt) offiziell auf 878,3 Millionen Rubel. Wie allerdings aus den veröffentlichten Erklärungen der Duma hervorging, betrugen seine Verdienste in Wirklichkeit 2,7 Milliarden Rubel. Damit gehörte er 2011 zu den Top 5 der bestverdienenden Parlamentarier in Russland. Zum Reichtum von Anikejew gehören ein breites Netz von Straßen, Abwasser-, Strom- und Zaunsystemen sowie mehrere Immobilien und Luxusautos. Zudem verfügt er über etliche Grundstücke mit einer Gesamtfläche von 14.000 Quadratmeter.
Im Ranking der bestverdienenden Staatsbeamten Russlands belegte Anikejew 2012 den zweiten Platz. Den Angaben aus dem Jahr 2017 zufolge stieg sein Vermögen auf 4,3 Milliarden Rubel (ca. 59 Millionen Euro).